# Milichiella ugandae
Milichiella ugandae är en tvåvingeart som beskrevs av Irina Brake år 2009. Milichiella ugandae ingår i släktet Milichiella och familjen sprickflugor. Inom Milichiella tillhör arten artgruppen Argentea.

## Utbredning
Artens utbredningsområde är subsahariska Afrika. Arten har hittats i Kamerun, Sydafrika, Tanzania, Uganda och Zimbabwe.

## Utseende
Kroppslängden är 2,6 mm och vinglängden 2,6-2,7 mm. Kroppen är brun och svart. Den skiljs från närbesläktade arter på ljust brunt finhårig mellersta ryggplåt (mesonotum) och ljust brun calyptra med brun kant.